# Notificación (Derecho)

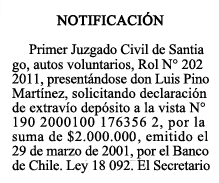
Una notificación por edicto o aviso.

La notificación es un acto jurídico por el cual se comunica legalmente a una persona una resolución judicial para que actúe procesalmente en el juicio mediante los actos que la ley pone a su disposición. El Código de Procedimiento Civil del Ecuador la define como «el acto por el cual se pone en conocimiento de las partes, o de otras personas o funcionarios, en su caso, las sentencias, autos y demás providencias judiciales, o se hace saber a quien debe cumplir una orden o aceptar un nombramiento, expedidos por el juez».
El efecto que genera la notificación es que desde el momento en que se perfecciona la ley entiende que la resolución judicial queda puesta en conocimiento de la persona notificada. Normalmente a la notificación va asociado un plazo para realizar una diligencia judicial con posterioridad a ella. Por tal razón, la notificación constituye la materialización del principio de bilateralidad de la audiencia: ejercer su posibilidad a ser oído.

## Clases de notificaciones
En Derecho procesal las notificaciones se agrupan en 5 categorías: privadas, públicas, postales, orgánicas y ficticias.

### Notificaciones privadas
Son notificaciones privadas aquellas en que la resolución judicial se pone en conocimiento al notificado fuera del tribunal y de manera directa, sin intermediario.
- Notificación personal (Argentina, Chile, Colombia, México y Paraguay), notificación personal en el domicilio (Uruguay), citación personal (Bolivia, Brasil y Venezuela) o citación por persona (Ecuador):

Es una clase de notificación privada que debe practicarse en toda primera gestión judicial. El ministro de fe entrega a la persona misma del notificado copia de la resolución que se notifica y de la solicitud en que haya recaído dicha resolución.
- Notificación por la policía (Uruguay):

Es similar a la notificación personal, pero quien la entrega es un funcionario policial. Procede sólo en casos especiales, como en zonas rurales.

### Notificaciones públicas
Son notificaciones públicas aquellas en que la resolución judicial se pone en conocimiento al notificado fuera del tribunal a través de un medio que difunde la noticia.
- Notificación por edicto (Argentina, Bolivia, Colombia,  Paraguay, Perú y España), por aviso en los diarios (Chile), citación por la prensa (Ecuador) o citación por edicto (Brasil y Venezuela):

Debe ser proveída por orden del juez para que se comunique la resolución judicial a través de un periódico. En el caso del procedimiento administrativo en Colombia, la notificación por edicto se hace si no se pudiere llevar a efecto la notificación personal al cabo de cinco días contados desde el envío de la citación, caso en el cual debe fijarse el edicto en un lugar público por el término de diez días.
- Citación por carteles (Venezuela):

Procede en reemplazo de la notificación personal y consiste en que el secretario debe fijar en el domicilio del notificado un cartel emplazándolo para que ocurra a darse por citado en el término de quince días y otro cartel igual debe publicarse por medio de la prensa, a costa del interesado, en dos diarios que determine el tribunal entre los de mayor circulación de la localidad, con intervalo de tres días entre uno y otro.
- Notificación extraordinaria (Argentina) o por radiodifusión (Perú):

Es un tipo de notificación que se efectúa a través  de radioemisoras, fax o correo electrónico.

### Notificaciones postales
Son notificaciones postales aquellas en que la resolución judicial se pone en conocimiento al notificado fuera del tribunal, a través de un funcionario, quien le hace entrega en su domicilio de un testimonio escrito.
- Notificación subsidiaria o sustitutiva de la personal (Chile), citación por cédula (Bolivia), citación por boleta (Ecuador) o notificación por cedulón (Uruguay) o por rotulón (México):

Procede en reemplazo de la notificación personal y se traduce en entregar copia íntegra de la resolución que se notifica y de la solicitud en que haya recaído dicha resolución en el domicilio del notificado a cualquier persona adulta que allí se encuentre. En Chile se exige que el receptor o ministro de fe deje constancia en el proceso de haber buscado a la persona en dos días distintos (3 días distintos en Ecuador), haber determinado que dicho lugar corresponde a su morada o lugar donde ejerce su industria, profesión o empleo y que se encuentra en el lugar del juicio.
- Notificación por cédula (Chile, Perú y Paraguay) o por correo judicial (Uruguay):

Se trata de una notificación en que el receptor, ministro de fe o ujier (Paraguay), sitúa en el domicilio del notificado copia íntegra de la resolución y los datos necesarios para su conocimiento, sin necesidad de entregarlo por mano a ninguna persona.

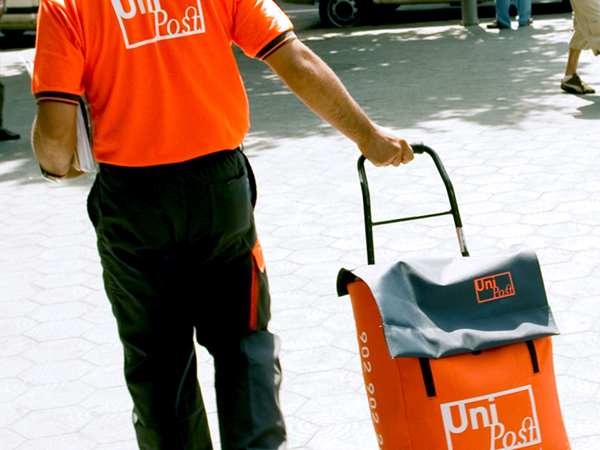
Notificación a través del servicio de correos.

- Notificación por carta certificada (Brasil):

Aquella en que se hace entrega de la resolución en el domicilio del notificado, pero para su validez se requiere su acuse de recibo.
- Notificación por correo (Venezuela):

La que se realiza a través del servicio de correos cuando haya de notificarse a una persona jurídica.
- Notificación por remisión (España), por medios electrónicos (Colombia), por telegrama o facsímil de (Perú) o notificación electrónica (Brasil):

Es una clase de notificación que se practica por medio de correo, telegrama u otros medios semejantes.
- Notificación por telegrama (Paraguay y Uruguay):

Como lo dice su nombre, en casos urgentes se comunica la resolución judicial por medio de telegrama.

### Notificaciones orgánicas
Son notificaciones orgánicas aquellas en que la resolución judicial se pone en conocimiento al notificado dentro del tribunal, o en que se requiere la intervención de otro tribunal para ser entregada al notificado.
- Notificación en la oficina (Uruguay):

Se materializa en las oficinas del tribunal. El funcionario debe facilitar al notificado la actuación respectiva, permitiéndole su lectura y entregándole las copias correspondientes.
- Notificación por estado (Colombia) o por estado diario (Chile):

Es una clase de notificación que consiste en que la parte toma conocimiento directo del contenido de la resolución a través del estado: un listado donde se exhiben todas las resoluciones dictadas por el tribunal durante el día.
- Notificación por estrados (Colombia y España) o por audiencia (Uruguay):

Aquella en que el tribunal da lectura a las resoluciones judiciales en audiencia.
- Notificación por comisión (Argentina y Bolivia), por tribunal comisionado (Uruguay), por exhorto (Perú) o citación por comisión (Venezuela):

Corresponde a la comunicación de la resolución vía exhorto, por encontrarse el notificado fuera del territorio jurisdiccional del tribunal.

### Notificaciones ficticias
Son notificaciones ficticias aquellas en que la ley procesal, a partir de ciertos trámites judiciales, da a la parte por enterada de la resolución judicial.
- Notificación tácita (Bolivia y Paraguay):

Se produce al momento en que la parte retira o manda retirar el expediente desde el tribunal.
- Notificación tácita o presunta (Chile) o citación tácita o presunta (Venezuela):

La que se genera al desarrollar la parte cualquiera gestión que suponga conocimiento de la resolución, sin haber antes reclamado la falta o nulidad de la notificación.
- Notificación automática (Bolivia, Paraguay y España):

Especie de notificación que se efectúa por el solo ministerio de la ley, si transcurrido el día martes o viernes (Bolivia) o martes y jueves (Paraguay) subsiguiente al día de la providencia o actuación que debe notificarse, la parte no hubiere concurrido al juzgado. La notificación automática tiene por efectuada la notificación y el plazo comienza a correr el día hábil siguiente.
- Notificación ficta (Chile):

Procede cuando se ha efectuado una notificación nula en el proceso y el afectado comparece en el procedimiento a alegar tal nulidad. La ley establece que una vez fallado el incidente y declarada la nulidad, la resolución judicial anulada debe entenderse notificada desde que se notifique válidamente la sentencia que declara la nulidad de la notificación.
- Notificación por conducta concluyente (Colombia):

En defecto de la notificación personal, el tribunal puede suponer o concluir que el afectado o interesado se ha enterado de una resolución que le afecta, aunque no se le hubiere notificado realmente, o se le hubiere notificado de un modo incorrecto.